# Calamphora campanulata
Calamphora campanulata is een hydroïdpoliep uit de familie Sertulariidae. De poliep komt uit het geslacht Calamphora. Calamphora campanulata werd in 1908 voor het eerst wetenschappelijk beschreven door Warren. 